# Mary Morgan
Mary Morgan, née Yvonne Jeanne Mathilde Céleste Durand le 2 août 1906 à Paris où elle est morte le 7 octobre 1997, est une comédienne française.

## Biographie
En 1936, elle devient la deuxième épouse de Robert Fossorier alors maire de Deauville.
Mary Morgan a dirigé le Théâtre Saint-Georges de 1943 à 1978.
Elle a présidé l'Amicale des directeurs de théâtres privés jusqu'en 1995.

## Filmographie
- 1935 : Retour au paradis de Serge de Poligny : Line Sazarin
- 1943 : Coup de feu dans la nuit de Robert Péguy : Lise du Coudrais
- 1948 : Éternel conflit de Georges Lampin : Mme Chardeuil

## Théâtre

### Carrière à la Comédie-Française
Pensionnaire de 1931 à 1937.
- 1931 : Le Misanthrope de Molière : Eliante
- 1932 : Phèdre de Jean Racine : Ismène
- 1932 : Le Misanthrope de Molière : Célimène
- 1932 : Andromaque de Jean Racine : Cléone
- 1932 : Le Mariage de Figaro de Beaumarchais : Fanchette
- 1932 : Britannicus de Jean Racine : Junie
- 1935 : Madame Sans-Gêne de  Victorien Sardou et Émile Moreau, mise en scène Denis d'Inès : Toinon
- 1935 : Esther de Jean Racine, mise en scène Émile Fabre : Une jeune Israélite
- 1936 : Les Rivaux d'eux-mêmes de Charles Pigault-Lebrun : Mme Derval